# Социалистическая молодёжь Австрии
Социалистическая молодёжь Австрии (нем. Sozialistische Jugend Österreich, SJÖ) — социалистическая молодёжная организация в Австрии, молодёжное крыло Социал-демократической партии Австрии. 
Обычно занимает более левые позиции, чем материнская партия. Основная программа организации, принятая в 2004 году, основана на научном социализме и марксизме. Кроме того, организация исповедует антимилитаристские, антифашистские, антирасистские, а также антисексистские феминистические взгляды. 
Глава организации c 2025 года — Лариса Живкович (Larissa Zivkovic), сменившая австрийского политика Пауля Штиха. Нынешний лидер СДПА Андреас Баблер ранее был федеральным секретарём SJÖ.
Политическая работа Социалистической молодёжи состоит из просветительской работы в виде собраний районных и местных групп и политических образовательных семинаров на антифашистские и феминистические темы.
Организация входит в интернационалы Международный союз молодых социалистов и Молодые европейские социалисты.

## История
Организация была основана 4 ноября 1894 года в Вене под названием «Организация молодых рабочих» (нем. Verein jugendlicher Arbeiter). После Первой мировой войны организация была переименована в Социалистическую рабочую молодёжь (нем. Sozialistische Arbeiter-Jugend). В 1934 году организация была запрещена.
После Второй мировой войны организация была воссоздана под своим нынешним названием, а первая конференция прошла с 7 по 9 декабря 1946 года. Первым председателем Социалистической молодёжи стал Петер Штрассер, который занимал этот пост до 1954 года.